# Интернет бонтон
Интернет бонтон или технолошки бонтон или нететикеција (енгл. net + фр. etiquette) неформалне су смјернице о прихватљивом понашању на интернету које су формулисали корисници интернета. То су општеприхваћени стандарди понашања код размене електронске поште, у дискусионим групама, ћаскању у реалном времену, FTP-у и уопште WWW и друштвеним мрежама насталим средином 2000-их.

## Дефинисање интернет бонтона
Интернет бонтон је спој здравог разума, уобичајене љубазности и захтева рачунарске технологије и културе који су формулисали корисници интернета Бонтон из свакодневног живота адаптиран је и примијењен узевши у обзир специфичности интернетске технологије. Иако су многе од ових смјерница еволуирале у формална правила понашања на интернету, интернет бонтон је, у ширем смислу, још увијек заснован на неформалном систему части.
Етикеција у ријечи „нететикеција’’ потиче од француске ријечи etiquette (карта, улазница), чиме се указује да је понашање које је у складу са друштвено прихватљивим нормама понашања, представља улазницу у одређено друштво. Чланови тог друштва могу игнорисати или изопштити из њега све оне који крше те норме. Етикеција је динамична друштвена пракса која се константно тумачи и редефинише у оквиру културног миљеа неке заједнице. Прихваћене норме најчешће су специфичне за сваку реалну или виртуелну друштвену групу или културу.

## Значење нетикеције
Норме и правила су дио јединственог идентитета било ког друштвеног колектива. Поштовањем норми одређене групе, указује се поштовање самој групи (када си у Риму, ради оно што раде Римљани) и кључно је за изградњу и дефинисање идентитета заједнице. Међутим, заједница интернета, као друштвени колектив, врло се разликује од других типова заједница. На првом мјесту, глобална заједница интернета се не заснива на друштвеним, културним, националним и сличним афинитетима, па ни на физичкој или географској блискости, а на другом, расте неупоредиво брже него било која друга у историји човјечанства.
Као комуникациони медиј, интернет такође има одређене јединствене карактерстике. С једне стране, за сада није у стању да пренесе комплетан асортиман невербалне комуникације, међутим с друге, даје својим корисницима већу контролу над временским и просторним координатама комуникације. То јест, омогућава синхрону и асинхрону интеракцију међу појединцима и групама, било да су у близини или далеко једни од других. Такође омогућава својим корисницима да прикрију свој идентитет, а за поруке које се размијењују путем интернета није подразумјевано гарантована ни приватност нити сигурност. Ипак, ове јединствене карактеристике не утичу на процес и исход комуникација које се одвијају путем интернета. Конвенције које се развијају током времена у вези комуникационих технологија често су нуспроизвод колективног искуства оних који су истраживали његове предности и ограничења у различитим контекстима комуникације. Другим ријечима, познавање ових конвенција и њихове праксе је од суштинске важности за свакога ко жели да се успјешно служи овим технологијама.

## Извори нетикеције
Мада су ране рачунарске мреже углавном развијане да омогуће истраживачима и академицима размјену истраживачких података, информација и докумената, они који су им имали приступ неријетко су их користили за друштвену интеракцију посебно због могућности неформалних комуникација, у замјену за поштанско писмо или телефонски позив. Као додатак комуникацијама између два појединца, такође су постале популарне апликације као што су електронске огласне табле и Usenet-ове групе, које су омогућавале симулирање групне дискусије. Тако су корисници мреже могли приступати виртуелним локацијама на којима се поруке класификоване по темама чувају у хронолошком редослиједу. Корисници са различитих географских локација, који су били привучени на те заједничке виртуелне просторе, дијелили су заједничка интересовања. Њихови поруке су схватане као комуникационе активности групе што је довело до њиховог повезивања по афинитетима и идентитету. Такви просторно расути колективитети су названи виртуелне заједнице, као супротност географски везаним и ограниченим заједницама у стварном животу.

## Нерегулисано окружење у виртуелним заједницама
Нажалост, живот у тим виртуелним заједницама често није био толико миран и угодан како се у почетку очекивало. Нападање, вријеђање, употреба погрдних имена па чак и вулгарности, постале су честе појаве на интернету, а цијели феномен овог неприхватљивог понашања је добио име флејмовање (енгл. flaming). Неки тврди да су за појаву овог феномена одговорни први корисници комуникација помоћу рачунара и интернета. Први корисници интернета су готово искључиво, били стручњаци из области рачунарства и хакери који су себе сматрали, не само елитом ове нове технологије, него и елитом трансформације глобалног друштва. Интернет им је омогућио да се ослободе традиционалних комуникационих канала и њихових граница као и да комунцирају ван својих културних граница. Флејмовање је, дакле, нуспроизвод ове нове адолесцентске хакерске културе која је пркосила традиционалној дефиницији прихватљивог и уљудног понашања. Флејмовање се такође може посматрати као посљедица природе самог медија. У својим почецима интернет је био заснован искључиво на текстуалној комуникацији тако да је било тешко измјерити до које мјере се доживљава присуство другог током процеса комуникације. Пошто су шансе за сусрет лицем у лице међу корисницима ограничене, онда је лако да се стекне осјећај заштићености и анонимности. Људи су често спремнији на друштвено неприкладно и неприхватљиво понашање, уколико имају утисак да су особе са којима комуницирају далеко, овдје неријетко на другом крају свијета.
Није било тешко наћи виртуелне заједнице које су постале ратне зоне, гдје је уљудност и позитивна енергија утрошена у изградњу заједнице, прерасла у отворена непријатељства и жестоке сукобе. У том контексту, многим корисницима интернета је постало јасно да су пристојност и узајамно поштовање од виталног значаја за његово одржавање као прихватљивог канала друштвене комуникације. Многе групе су почеле да се договарају о стандардној пракси понашања и писана су саопштења у облику јавно доступних текстуалних датотека под именом FAQs (енгл. Frequently Asked Questions —Неријетко постављана питања или Често постављана питања). Од придошлица се очекивало да их прочитају и да се понашају у складу са предложеним стандардима. Ипак, иронично је да су многа флејмовања неријетко иницирали старосједиоци, који су тако покушавали да казне придошлице за кршење објављених норми понашања.

## Флејмовање
Слање неуљудне и непажљиве поруке која се може доживјети као увреда или повреда групне норме или правила на интернету, позната је под именом флејмовање. Таква порука може произвести низ других нежељених порука или чак виртуелни рат нежељеним порукама. Флејмовање је често емотивна реакција на поруку или коментар који чланови одређене групе сматрају неприкладним. Разлог за то може бити због тога што се сматра да је један члан групе прекршио њене успостављене норме или, у ситуацијама када неко шаље дугачке и тешко читљиве коментаре и поруке, поставља једна те иста питања више пута, насумичног и унакрсног слања истих порука или када је ријеч о комерцијалном спаму. У неким ситуацијама људи реагују врло љутито на кршење нечије приватности, нарочито када се деси да неко објави туђе личне податке или када се прекрши стандардна пракса навођења тачних извора. Флејмовање је врло често посљедица неразумјевања тона поруке. Једна шала, која би у комуникацији лицем у лице била лако препозната, у комуникацији на интернету може бити протумачена као увредљива и довести до виртуелног рата. Један од главних недостатака интернета од самих почетака, па и данас у многим ситуацијама, је немогућност да се на одговарајући начин пренесу емоције и расположење.

## Нетикеција и стварни свет
Почетна очекивања у вези онлајн медија била су заснована на јединственој космополитској сајбер-култури у којој је владао систем вриједности софистиковане високообразоване мањине која је тежила да окупи, комуницира и одржава везе са другима сличним себи. Међутим, 1990. године долази до радикалних промјена у правцу развоја интернета. Увођење интерфејса World Wide Web-a је био један од главних разлога за његову популарност у јавности. Изворна метафора о интернету као виртуелној заједници, замјењује се новим начином размишљања о интернету као ауто-путу информација и веома погодном за развој електронске трговине. Што је више људи кренуло да користи интернет због његовог потенцијала за информисање и трговину, то се више мијењала слика у јавности о интернету као мјесту за дружење и стварање заједнице. Као посљедица, интернет се убрзо претвара у још један извор информација као што су радио, телевизија, новине, или библиотека, и још један канал комуникација попут телефона или конвенционалне поште. Онлајн комуникација постаје рутина која се упржњава на радном мјесту, у школи и кући. Многи почињу да користе е-пошту за интеракцију не само са странцима широм свијета, него много чешће за одржавања контакта са својим колегама, комшијама и пријатељима. Као резултат тога, перцепција интернета као јединственог сајбер-простора и нетикеције као универзалне норме понашања у виртуелном свијету, замјењује се нормама и правилима из стварног живота које се адаптирају на мноштво различитих друштвених ситуација. Према томе, све је теже говорити о јединственим правилима и нормама нетикеције које су примјењљиве на једно хомогено виртуелно окружење. Умјесто тога, нетикеција је све више одраз стварног свијета са контекстуализованим нормама и правилима специфичним одређеној групи, корпорацији, друштву или заједници. Те норме су проширења постојеће културе, примјењене на праксу комуникације онлајн.